# Potnice

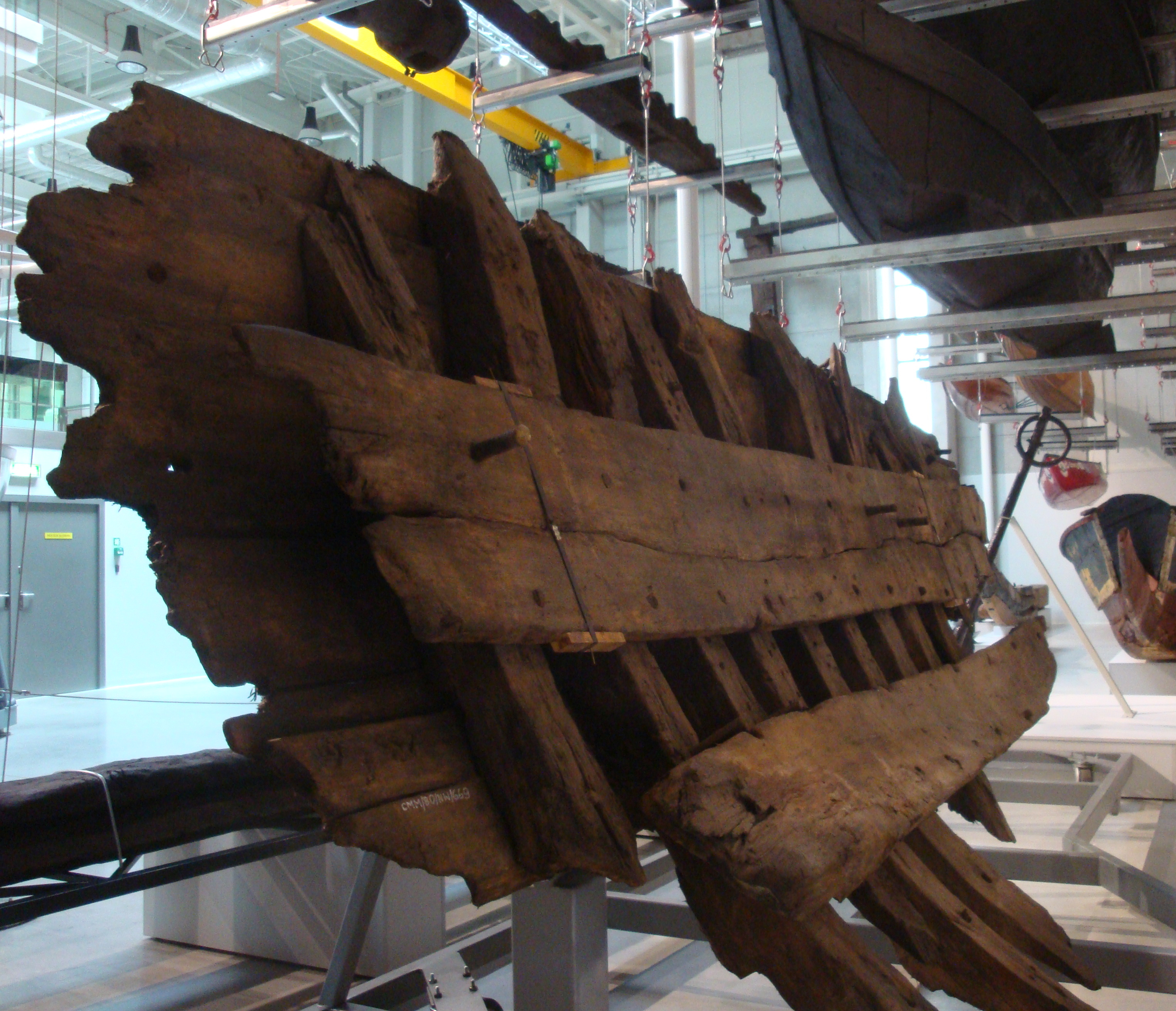
Fragment burty wraku Miedziowca. Górna pozioma deska to potnica

Potnice - deski odgradzające przestrzeń ładunkową w ładowni od poszycia burt. Zabezpieczają ładunek od zamoknięcia na skutek kontaktu z wodą kondensującą na chłodnym poszyciu.
Potnice najczęściej wykonane są z desek o grubości 30-50 mm, szerokości kilkunastu centymetrów, z drewna drzew liściastych, nie plamiącego. Mocowane są do wręgów w sposób pozwalający na łatwe zdemontowanie i wymianę.